# Carl-David Skagerlund
Carl-David Skagerlund (i riksdagen kallad Skagerlund i Sörängen), född 9 december 1890 i Hammar, död 3 maj 1975 i Axberg, var en svensk lantbrukare och politiker (folkpartist). Far till riksdagsmannen Gunnar Skagerlund.
Carl-David Skagerlund, som kom från en bondesläkt, drev ett större jordbruk i Sörängen i Axbergs landskommun, där han också var kommunalfullmäktiges och kommunalnämndens ordförande. Åren 1937-1942 var han även tillförordnad verkställande direktör för Centralkassan för jordbrukskredit i Linköping.
Han var riksdagsledamot i andra kammaren för Örebro läns valkrets 1943-1944. I riksdagen var han bland annat suppleant i bankoutskottet 1944.